# Dick Rosenzweig
Dick Rosenzweig (Appleton, ...) è un imprenditore e produttore televisivo statunitense.

## Carriera
Ha lavorato presso la Playboy Enterprises dal 1958, ricoprendo varie posizioni, fino a raggiungere nel 1975 la carica di vicepresidente esecutivo, e divenire membro del consiglio d'amministrazione.
È responsabile del coordinamento e dell'integrazione dei vari dipartimenti per conseguire gli obiettivi societari, stabiliti dal fondatore ed editore-capo Hugh Hefner. È anche uno dei principali consulenti di Hefner per tutti i settori in cui la società è operante, dirigendo il suo staff, gestendo direttamente le operazioni della Playboy Mansion West e presiedendo il Playboy Jazz Festival. Dal gennaio 2001 è presidente anche della sussidiarie Alta Loma Entertainment, che si occupa principalmente di produzioni televisive. È stato produttore esecutivo dei programmi The Girls Next Door, Kendra, Holly's World e Party at the Palms. Ha curato anche la produzione degli speciali Playboy: Celebrity Centerfolds, Playboy's 50th Anniversary Special e The Search for a Playboy Centerfold.
Rosenzweig ha co-prodotto anche i film La coniglietta di casa, Miss Marzo, e i documentari Why Be Good: Sexuality & Censorship in Early Cinema e Gangland: Bullets over Hollywood.